# Elías Wessin y Wessin
Elías Wessin y Wessin (* 22. Juli 1924 in Bayaguana, Dominikanische Republik; † 18. April 2009 in Santo Domingo, Dominikanische Republik) war ein Brigadegeneral und Politiker der Dominikanischen Republik.

## Biografie
Wessin trat nach dem Schulbesuch 1945 in die Armee (Fuerzas armadas de la República Dominicana) ein und stieg dort zum Brigadegeneral auf. Im September 1963 gehörte er als Vertreter der extremen politischen Rechten zu den Führern innerhalb des Militärs, die Präsident Juan Bosch Gavino durch einen Militärputsch stürzten.
1965 spielte er eine maßgebliche Rolle während des Bürgerkrieges und gehörte nach dem Sturz von Präsident Donald Reid Cabral am 25. April 1965 dem Revolutionskomitee an. Zwischen dem 28. April und 1. Mai 1965 war er vorübergehend Präsident der Dominikanischen Republik.
1970 kandidierte er für das Amt des Präsidenten, unterlag dabei jedoch dem Amtsinhaber Joaquín Balaguer. Auch bei den Präsidentschaftswahlen von 1982 kandidierte er erfolglos für das Amt des Staatspräsidenten, musste sich jedoch Salvador Jorge Blanco geschlagen geben.
Am 16. August 1986 berief ihn der neu gewählte Präsident Joaquín Balaguer zum Innenminister in dessen Regierung. Nach einer Kabinettsumbildung war er zuletzt von 1988 bis 1989 Verteidigungsminister in dessen Kabinett.